# Orchestre philharmonique de Strasbourg
Pour les articles homonymes, voir Ops (homonymie).
L'Orchestre philharmonique de Strasbourg (OPS) est l'un des plus anciens orchestres symphoniques d'Europe et le plus ancien de France. Placé sous la direction musicale et artistique d' Aziz Shokhakimov depuis septembre 2021, l’Orchestre philharmonique de Strasbourg — labellisé « Orchestre national » en 1994 — compte parmi les formations majeures de l’Hexagone avec un effectif de 110 musiciens perpétuant l’excellence et les traditions française et germanique.

## Historique
L'Orchestre municipal de Strasbourg a été fondé en 1855. Il est alors l'un des orchestres les plus prestigieux de France, surtout du fait qu'il servit de vitrine à la culture allemande du temps du Reichsland (de 1871 à 1918). En 1972, il prend le nom d'Orchestre philharmonique de Strasbourg.
Richard Strauss, Gustav Mahler, Hans Pfitzner, Wilhelm Furtwängler, Otto Klemperer, Hermann Scherchen et George Szell se sont tenus à son pupitre, ainsi que, plus tard, Hans Rosbaud et Ernest Bour. Son chef actuel est Aziz Shokhakimov.
L'OPS est l'un des deux orchestres titulaires de l'Opéra national du Rhin (l'autre étant l'Orchestre national de Mulhouse). L’orchestre participe également au festival international des musiques contemporaines de Strasbourg (Festival Musica).
L'Orchestre se produit au Palais de la musique et des congrès de Strasbourg. Il est depuis sa création très lié au Conservatoire à rayonnement régional de Strasbourg où les solistes de l'Orchestre ont une obligation d'enseignement.

## Un ambassadeur de Strasbourg
L’Orchestre contribue au rayonnement de Strasbourg, se produisant Orchestre philharmonique de Strasbourg en Salle Érasme - Palais de la Musique et des Congrès - Strasbourg régulièrement dans des lieux emblématiques de l’Hexagone et d’Europe : la Philharmonie de Paris, la Elbphilharmonie à Hambourg, le KKL à Lucerne, le Gasteig à Munich, le Musikverein à Vienne, etc. Il a renoué avec les grandes tournées internationales qui l’avaient dans le passé mené au Japon, au Brésil et en Argentine. En juin 2017 il a ainsi donné une série de concerts en Corée du Sud, avec un succès qui lui a valu une réinvitation immédiate pour une saison prochaine.

## Enregistrements
L'OPS a enregistré de nombreuses œuvres du répertoire, du XVIIIe au XXe siècle, enregistrements pour lesquels il a reçu plusieurs distinctions et récompenses. Sous la direction d'Alain Lombard, l’OPS enregistre des opéras pour le label EMI (notamment Carmen avec Régine Crespin, Gilbert Py et José van Dam et La Périchole avec Régine Crespin et Alain Vanzo) et des symphonies et concertos pour le label Erato. En 2005, l'Orchestre enregistre un disque primé aux Victoires de la musique consacré à Jean-Louis Agobet, compositeur en résidence à Strasbourg de 2001 à 2005.  En février 2006, l’Orchestre a obtenu, aux Victoires de la musique classique, une distinction toute particulière, recevant la Victoire de l’enregistrement de l’année pour le CD consacré aux œuvres de Jean-Louis Agobet. Sous la direction de Marc Albrecht, l'Orchestre enregistre Till l'Espiègle et Don Juan de Richard Strauss, les concertos pour piano de Robert Schumann et Antonín Dvořák avec Martin Helmchen et des lieder de Richard Strauss et Alban Berg avec la soprano Christiane Iven. L'enregistrement consacré aux symphonies de Erich Korngold est récompensé par un diapason d'or et est désigné disque du mois par ClassicToday. En 2017, l'Orchestre créé l’événement en gravant, sous la direction de John Nelson et avec une éclatante distribution, une version de référence des Troyens de Berlioz (Erato), qui se voit décerner le prix du meilleur enregistrement de l'année lors de la 26e cérémonie des Victoires de la musique classique en 2019. Ce même enregistrement a également été récompensé par un Gramophone Award dans la catégorie "Opéra" en 2018. Initiant un cycle Berlioz, l'OPS enregistre par la suite La Damnation de Faust (avril 2019, sortie du CD en novembre 2019 - Erato), toujours sous la direction de John Nelson. L'album est élu Diapason d’or dès sa sortie en novembre 2019, et devient Diapason d’or de l’année 2020.  Paru chez Warner/Erato en septembre 2021, l'album Baritenor enregistré sous la baguette de Marko Letonja et aux côtés du baryton et ténor Michael Spyres se voit décerner également plusieurs récompenses dont le Diapason d’or, le Choc de Classica, le Diamant d’Opera Magazine et l'Editor’s Choice de Gramophone.

### Albums vinyles
- Serguei Rachmaninoff, Concerto pour piano et orchestre n°2 en ut mineur Op 18 par Gina Bachauer, Orchestre Philharmonique de Strasbourg, Alain Lombard. Erato, STU 70768 (France), 1973
- Igor Stravinsky, Petrouchka, Orchestre Philharmonique de Strasbourg, Alain Lombard. Erato, STU 70769 (France), 1973
- Hector Berlioz, Symphonie fantastique, Orchestre Philharmonique de Strasbourg, Alain Lombard. Erato, STU 70800 (France), 1973
- Serguei Prokofiev, Romeo et Juliette (extraits), Orchestre Philharmonique de Strasbourg, Alain Lombard, Erato, STU 70867 (France), 1974
- Richard Strauss, Ainsi parlait Zarathoustra (Alsa Sprach Zarathustra), Op 30, Orchestre Philharmonique de Strasbourg, Alain Lombard. Erato, STU 70873 (France), 1974
- Sergei Prokofiev, Concertos pour violon n°1 et 2 (Les deux concertos pour violon), Pierre Amoyal, Orchestre Philharmonique de Strasbourg, Alain Lombard. Erato STU 70866 (France), 1974
- Hector Berlioz, Harold en Italie, Claude Ducrocq (alto), Orchestre Philharmonique de Strasbourg, Alain Lombard. Erato, STU 70833 (France), 1974
- Maurice Ravel, Boléro / La Valse / Daphnis et Chloé suite n°2, Orchestre Philharmonique de Strasbourg, Alain Lombard. Erato, STU 70930 (France), 1975
- « Quatre chefs d'œuvre de la musique française », Claude Debussy, Prélude à l'après-midi d'un faune / Gabriel Fauré, Pelléas et Mélisande / Maurice Ravel, Pavane pour une infante défunte / Albert Roussel, Bacchus et Ariane (2e suite), Orchestre Philharmonique de Strasbourg, Alain Lombard. Erato, STU 70889 (France), 1975
- Béla Bartok, Concerto pour Orchestre / Le Mandarin Merveilleux, Orchestre Philharmonique de Strasbourg, Alain Lombard. Erato, STU 70835 (France), 1975
- Georges Bizet, Carmen, Régine Crespin, Jeannette Pilou, Gilbert Py, José van Dam, Choeurs de l'opéra du Rhin (dirigé par Gunter Wagner), Orchestre Philharmonique de Strasbourg, Alain Lombard. Erato, STU 70900 à 902 (France), 1975
- Georges Bizet, L'Arlésienne / Symphonie en ut majeur, Orchestre Philharmonique de Strasbourg, Alain Lombard. Erato, STU 70964 (France), 1976
- Giuseppe Verdi, Requiem, Joyce Barker, Mignon Dunn, Emmanno Mauro, Paul Plishka, Choeur Philharmonique Slovaque, Orchestre Philharmonique de Strasbourg, Alain Lombard. Erato STU 70965 à 66 (France), 1976
- Maurice Ravel, Les deux concertos pour piano, Anne Queffelec, Orchestre Philharmonique de Strasbourg, Alain Lombard. Erato, STU 70928 (France), 1976
- César Franck, Symphonie en ré mineur, Orchestre Philharmonique de Strasbourg, Alain Lombard. Erato, STU 71019 (France), 1977
- Charles Gounod, Faust, Montserrat Cabaillé, Giacomo Aragall, Paul Plishka, Philippe Huttenlocher, Choeurs de l'Opéra du Rhin (dirigés par Gunter Wagner), Orchestre Philharmonique de Strasbourg, Alain Lombard. Erato, STU 71031 à 34 (France), 1977
- Jacques Offenbach, La Périchole, Régine Crespin, Alain Vanzo, Jules Bastin, Alain Decaux, Choeurs de l'Opéra du Rhin (dirigés par Gunter Wagner), Orchestre Philharmonique de Strasbourg, Alain Lombard. Erato, STU 70994 à 95 (France), 1977
- Wolfgang Amadeus Mozart, Cosi Fan Tutte, K 590, Philippe Huttenlocher, Jules Bastin, Choeurs de l'Opéra du Rhin (dirigés par Gunter Wagner), Orchestre Philharmonique de Strasbourg, Alain Lombard. Erato, STU 7110 (France), 1978
- Modeste Moussorgski, Tableaux d'une exposition / Une nuit sur le mont chauve, Orchestre Philharmonique de Strasbourg, Alain Lombard. Erato STU 71016 (France), 1976
- Wolfgang Amadeus Mozart, La Flûte enchantée (Die Zauberflote), Kiri Te Kanawa, Peter Hofman, Edita Gruberova, Kurt Moll, Kathleen Battle, Philippe Huttenlocher, Helena Döse, José van Dam, Ann Murray, Norbert Orth, Naoko Hara, Zürcher Sängerknaben, Choeurs de l'Opéra du Rhin (dirigés par Gunter Wagner), Orchestre Philharmonique de Strasbourg, Alain Lombard. Barclay, 960012 à 14 (France), 1978
- Antonin Dvorak, Symphonie n°9 (du nouveau monde) en mi mineur Op 95, Orchestre Philharmonique de Strasbourg, Alain Lombard. Erato, STU 71085 (France), 1978
- Giacomo Puccini, Turandot, Montserrat Caballé, José Carreras, Mirella Freni, Paul Pilshka, Michel Sénéchal, Choeurs de l'Opéra du Rhin (dirigés par Gunter Wagner), Orchestre Philharmonique de Strasbourg, Alain Lombard. EMI, 1C 165-03 282 à 84 (Allemagne), 1978
- André Jolivet, Songe à nouveau rêvé / Poèmes intimes, Colette Herzog, Orchestre Philharmonique de Strasbourg, Alain Lombard. Erato, STU 71120 (France), 1978
- Richard Wagner, Tristan et Isolde (Prélude et mort d'Isolde) / Ouverture de Tannhauser / Air d'entrée et prière d'Elisabeth, Montserrat Caballé, Orchestre Philharmonique de Strasbourg, Alain Lombard. Erato, STU 71149 (France), 1978
- Richard Strauss, Vier Letzte Lieder / Don Juan, Montserrat Caballé, Orchestre Philharmonique de Strasbourg, Alain Lombard. Erato, STU 71054 (France), 1978
- Hector Berlioz, Roméo et Juliette, Op 17, Nadine Denize, Remy Corazza, Pierre Thau, Choeurs de l'Opéra du Rhin (dirigés par Gunter Wagner), Orchestre Philharmonique de Strasbourg, Alain Lombard. Erato, STU 71083 (France), 1978
- Sergei Prokofiev, Pierre et le loup, Jacques Martin, Orchestre Philharmonique de Strasbourg, Alain Lombard. Erato, STU 71177 (France), 1979
- Bedrich Smetana, La Moldau / Alexander Borodine, Danses Polovtsiennes / Mikhail Glinka, Russlan et Ludmilla (Ouverture) / Nikolaï Rimski-Korsakov, Capriccio espagnol, Orchestre Philharmonique de Strasbourg, Alain Lombard. Erato, STU 71150 (France), 1979
- Igor Stravinsky, Le Sacre du Printemps, Orchestre Philharmonique de Strasbourg, Alain Lombard. Erato, STU 71290 (France), 1980
- Claude Debussy, La Mer / Nocturnes, Choeurs de l'Opéra du RhinOrchestre Philharmonique de Strasbourg, Alain Lombard. Erato, STU 71158 (France), 1981
- Sergei Prokofiev, Symphonie n°5 Op 100, Orchestre Philharmonique de Strasbourg, Alain Lombard. Erato, NUM 75008 (France), 1982
- Camille Saint-Saëns, Concertos pour piano et orchestre n°2 en sol mineur Op 22 et n°4 en ut mineur Op 44, François-René Duchable, Orchestre Philharmonique de Strasbourg, Alain Lombard. Erato, STU 71460 (France), 1982
- Hector Berlioz, « Ouvertures » Benvenuto Cellini Op 23 / Le Carnaval romain Op 9, Les francs-juges Op 3, Le Corsaire Op 21, Orchestre Philharmonique de Strasbourg, Alain Lombard. Erato, STU 71409 (France), 1982

### Albums CD
- Sergei Rachmaninoff, Concertos pour piano n°2 Op 19 et Op 16, François-René Duchable, Orchestre Philharmonique de Strasbourg, Theodor Guschlbauer. Erato, ECD 88162, 1986
- Renaud Gagneux, Orphée, Christian Lara, Claude Meloni, Jean-Jacques Doumene, Philippe Kahn, Anne-Marie Blanzat, Odile Lacombe, Marie-Thérèse Walter, Gisèle Ory, Choeurs de l'Opéra de Rhin (dirigés par John Craven), Orchestre Philharmonique de Strasbourg, Claude Schnitzler. Cybelia, CY 865 (France), 1989
- Gaetano Donizetti, Roberto Devreux, Edita Gruberova, Delores Ziegler, Don Bernardini, Ettore Kim, Benoît Boutet, Merih Kazbek, François Richert, Choeurs de l'Opéra du Rhin (dirigés par Ching-Lien Wu), Orchestre Philharmonique de Strasbourg, Friedrich Haider. Nightingale Classics / SWF, NC070563-2 DDD (France), 1994
- Emile Waldteufel, Bal au Second Empire, Orchestre Philharmonique de Strasbourg, Theodor Guschlbauer. Aria Music, 592311 (France), 1994
- Jacques Ibert, Persée et Andromède / La Ballade de la geôle de Reading / Sarabande pour Dulcinée, Annick Massis, Philippe Rouillon, Yann Beuron, Mélanie Moussay, Orchestre Philharmonique de Strasbourg, Jan Latham-Koenig. AVIF LC 11982 (Royaume-Uni) 2002
- Richard Strauss, Till Eulenspiegel / Don Juan, Orchestre Philharmonique de Strasbourg, Marc Albrecht. PentaTone Classics, PTC 5186310 (Europe), 2008

## Distinctions
En 1994, l'Orchestre s'est vu décerner le titre d’Orchestre national par le Ministère français de la Culture. Il a ensuite obtenu en novembre 1996 le Prix Européen d’Orchestre Symphonique décerné par le Forum Européen de la Culture et, en juin 1999, le Prix Claude Rostand (meilleure représentation lyrique en province) pour la production du Dialogue des Carmélites. L'Orchestre philharmonique de Strasbourg est lauréat du Grand Prix de la musique du Syndicat de la critique 2011 pour l'opéra Götterdämmerung de Richard Wagner, produit par l’Opéra national du Rhin dirigé par Marko Letonja et mis en scène par David McVicar. 

## Directeurs musicaux
Au fil de sa riche histoire, l'Orchestre philharmonique de Strasbourg a compté parmi ses directeurs musicaux :
- Franz Stockhausen (1871-1907)

- Hans Pfitzner (1907 à 1918)
- Otto Klemperer (1914-1917), assistant de Hans Pfitzner
- George Szell (1918-1924)
- Guy Ropartz (1919 à 1929)
- Paul Bastide (1929-1939)
- Hans Rosbaud (1940-1944)
- Fritz Münch (1945-1950)
- Ernest Bour (1950-1963)
- Alceo Galliera (1964-1972)
- Alain Lombard (1972-1983)
- Theodor Guschlbauer (1983-1997)
- Jan Latham-Koenig (1997-2003)
- Marc Albrecht (2004-2011)
- Marko Letonja (2012-2021)
- Aziz Shokhakimov (2021-aujourd'hui)